# Особняк Арсения Морозова
Особня́к Арсе́ния Моро́зова (ныне Дом приёмов Правительства России; с 1959 года до конца 1990-х — Дом дружбы с народами зарубежных стран) — особняк в центре Москвы, на улице Воздвиженка (дом № 16), построенный в 1895—1899 годах архитектором Виктором Мазыриным по заказу миллионера Арсения Абрамовича Морозова. Здание, сочетающее элементы модерна и эклектики, представляет собой уникальный для московской архитектуры образец яркой и экзотической стилизации в неомавританском духе.

## История создания
До постройки современного здания на этом месте стоял огромный конный цирк Карла Маркуса Гинне. В 1892 году деревянная часть здания цирка сгорела; по одной из версий причиной пожара стал поджог. Средств на восстановление здания у импресарио не нашлось, и участок вместе с сохранившимися постройками выставили на продажу. В том же году его приобрела Варвара Алексеевна Морозова, владение которой располагалось по соседству (современный № 14), и вскоре переписала участок на своего сына — Арсения.
Арсений Абрамович Морозов (1873—1908) принадлежал к богатому купеческому роду Морозовых и приходился двоюродным племянником Савве Морозову. Мать Арсения, Варвара Алексеевна, — дочь известного купца Алексея Ивановича Хлудова. В начале 1890-х годов Арсений Морозов совместно с Виктором Мазыриным, своим другом, совершал путешествие по Испании и Португалии. На миллионера, равно как и на архитектора, неизгладимое впечатление произвёл дворец Пена в Синтре, построенный в середине XIX века и сочетающий элементы испано-мавританской средневековой архитектуры и национального стиля мануэлино.
По возвращении в Москву Арсений Морозов загорелся идеей построить себе дом-замок, повторяющий в общих чертах стиль дворца Пена (или, по другой версии, усадьбы Кинта да Регалейра, также находящейся в Синтре). На участке, подаренном матерью Варварой Алексеевной к 25-летию сына, вместо небольшого классицистического особняка начала XIX века вскоре вырос необычный дом. Ещё на стадии строительства он стал объектом насмешливых разговоров москвичей, сплетен, слухов и критических газетных публикаций. Общественное мнение восприняло экзотический особняк неодобрительно, как выражение крайнего эксцентризма. Разговоры вокруг строительства нашли отражение в романе Л. Н. Толстого «Воскресение» (опубликован в 1899 году): князь Нехлюдов, проезжая по Волхонке, размышляет о строительстве «глупого ненужного дворца какому-то глупому и ненужному человеку», имея в виду затею Морозова. Существует легенда, будто бы мать Арсения, женщина гневливая и острая на язык, посетив в декабре 1899 года только что построенный дом сына, в сердцах сказала:
Раньше одна я знала, что ты дурак, а теперь вся Москва будет знать!
Неомавританский стиль наиболее ярко проявился в оформлении портала парадного входа и двух башен по бокам от него. Подковообразный проём, акцентированный причудливыми витыми колоннами, лепнина в виде ракушек на башнях (декоративное решение, напоминающее стены «дома с ракушками» в Саламанке), ажурные карниз и аттик создают неповторимый колорит. В остальных частях особняка иногда проглядывают элементы различных стилей: так, некоторые оконные проёмы фланкированы классицистическими колоннами. Общая композиция особняка с подчёркнутым отсутствием симметрии частей здания восходит к характерным приёмам архитектуры модерна. Внутренняя отделка помещений также отражала широкий разброс интересов хозяина: парадная столовая, именовавшаяся «Рыцарским залом», была декорирована во вкусе псевдоготики, главная гостиная, в которой проводились балы, — выдержана в стиле ампир, будуар для супруги хозяина особняка оформили в барочном ключе. Имелись также интерьеры в арабском и китайском стиле. Над особняком был устроен небольшой висячий сад.

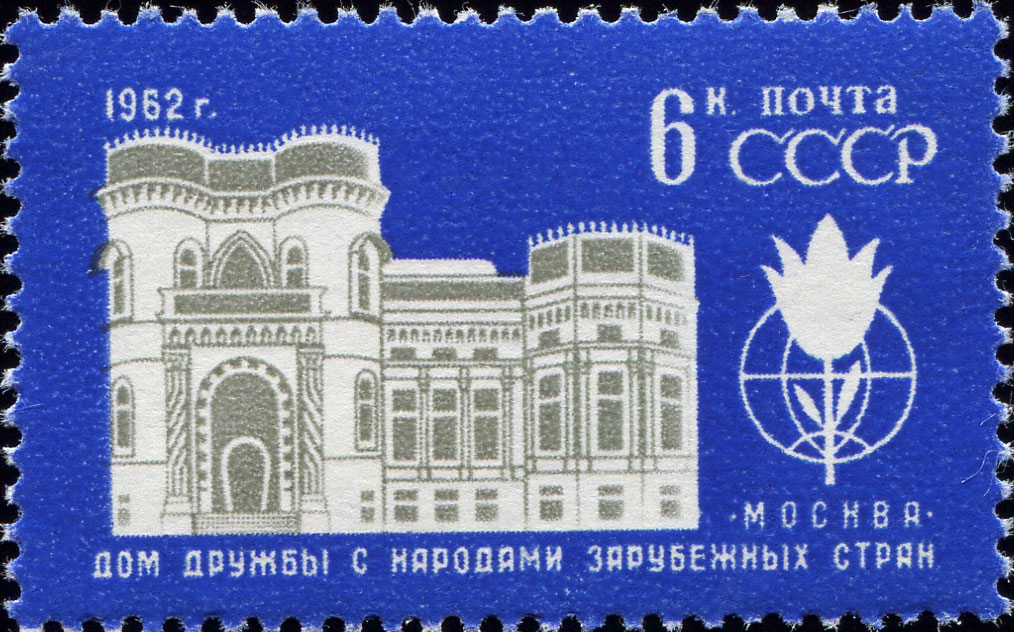
Дом дружбы с народами зарубежных стран. Почтовая марка 1962 года

Арсению Морозову, прослывшему мотом и кутилой, недолго было суждено жить в роскоши экзотического дома. Однажды, в 1908 году, он на спор прострелил себе ногу, стремясь доказать, что не почувствует боли благодаря силе духа, которая выработалась с помощью эзотерических техник Мазырина. Началось заражение крови, от которого он скончался через три дня в возрасте 35 лет.
Согласно завещанию Морозова, наследницей дома на Воздвиженке стала его возлюбленная — Нина Александровна Коншина. Законная супруга Морозова, Вера Сергеевна, с которой он не жил с 1902 года, пыталась это завещание оспорить, ссылаясь на психическое расстройство Арсения Абрамовича, и, следовательно, его недееспособность. Суд признал доводы В. С. Морозовой несостоятельными и во владение домом вступила Н. А. Коншина, которая тут же продала его нефтепромышленнику Леону Манташеву — сыну А. И. Манташева.

## Особняк в годы советской власти

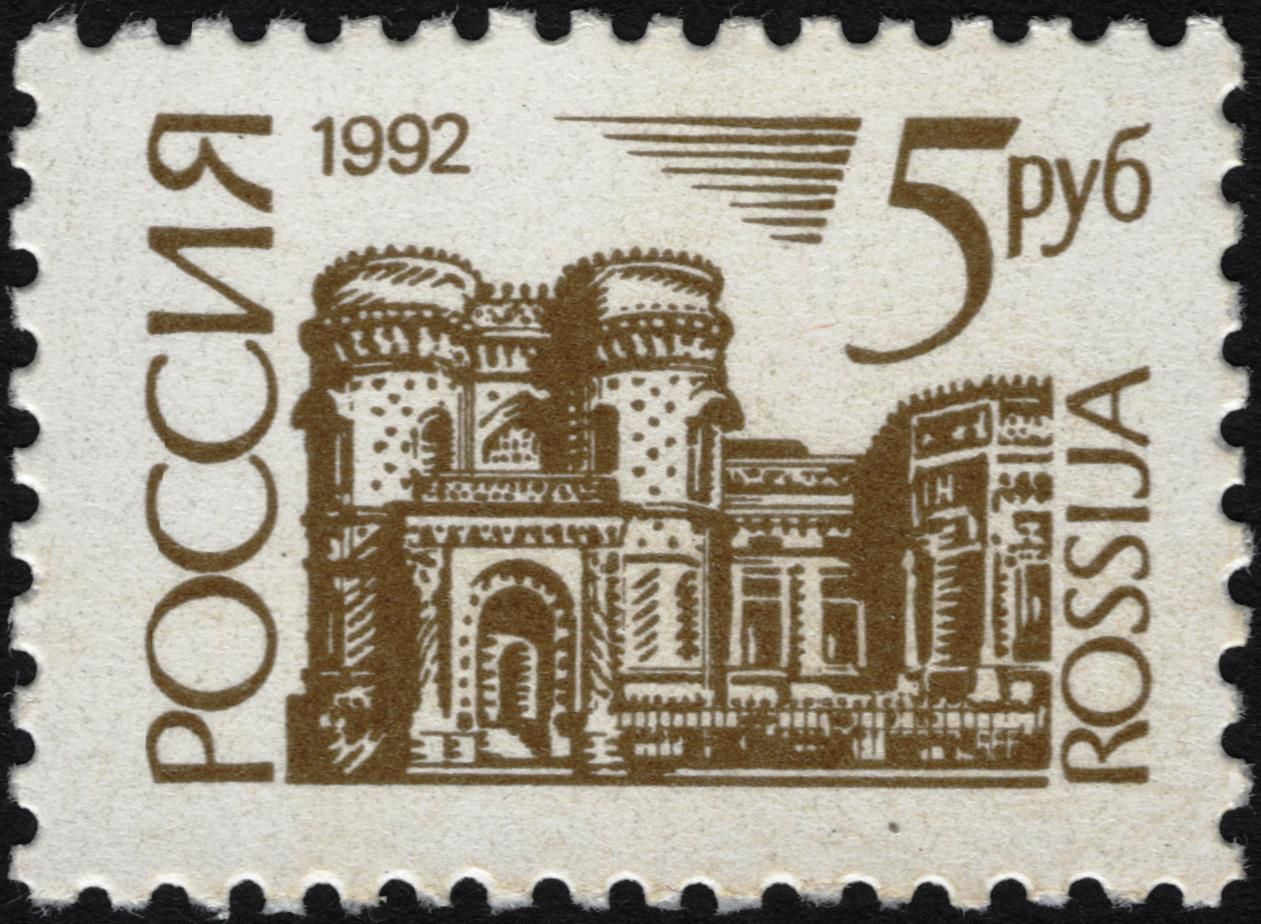
Первый выпуск стандартных почтовых марок Российской Федерации. Дом дружбы с народами зарубежных стран в Москве.

После Октябрьской революции дом стал штаб-квартирой анархистов, но ненадолго. В мае 1918 года сюда переехала Первая рабочая передвижная труппа театра Пролеткульта. При театре в доме жили поэты Сергей Есенин и Сергей Клычков. В начале 1920-х годов с пролеткультовцами сотрудничал Сергей Эйзенштейн, поставивший в стенах морозовского особняка несколько авангардистских спектаклей. Театр занимал здание до 1928 года.

В конце 1920-х годов здание передали Наркомату иностранных дел. С 1928 по 1940 год здесь размещалось посольство Японии; в 1941—1945 годах — службы посольства Великобритании и редакция английской газеты «Британский союзник»; с 1952 в течение двух лет — посольство Индии. В 1959 году хозяином здания стал «Союз советских обществ дружбы и культурной связи с зарубежными странами» (ССОД); особняк получил название Дом дружбы с народами зарубежных стран или, в обиходе, Дом дружбы народов. В доме проводились конференции, встречи с иностранными деятелями культуры, кинопоказы.

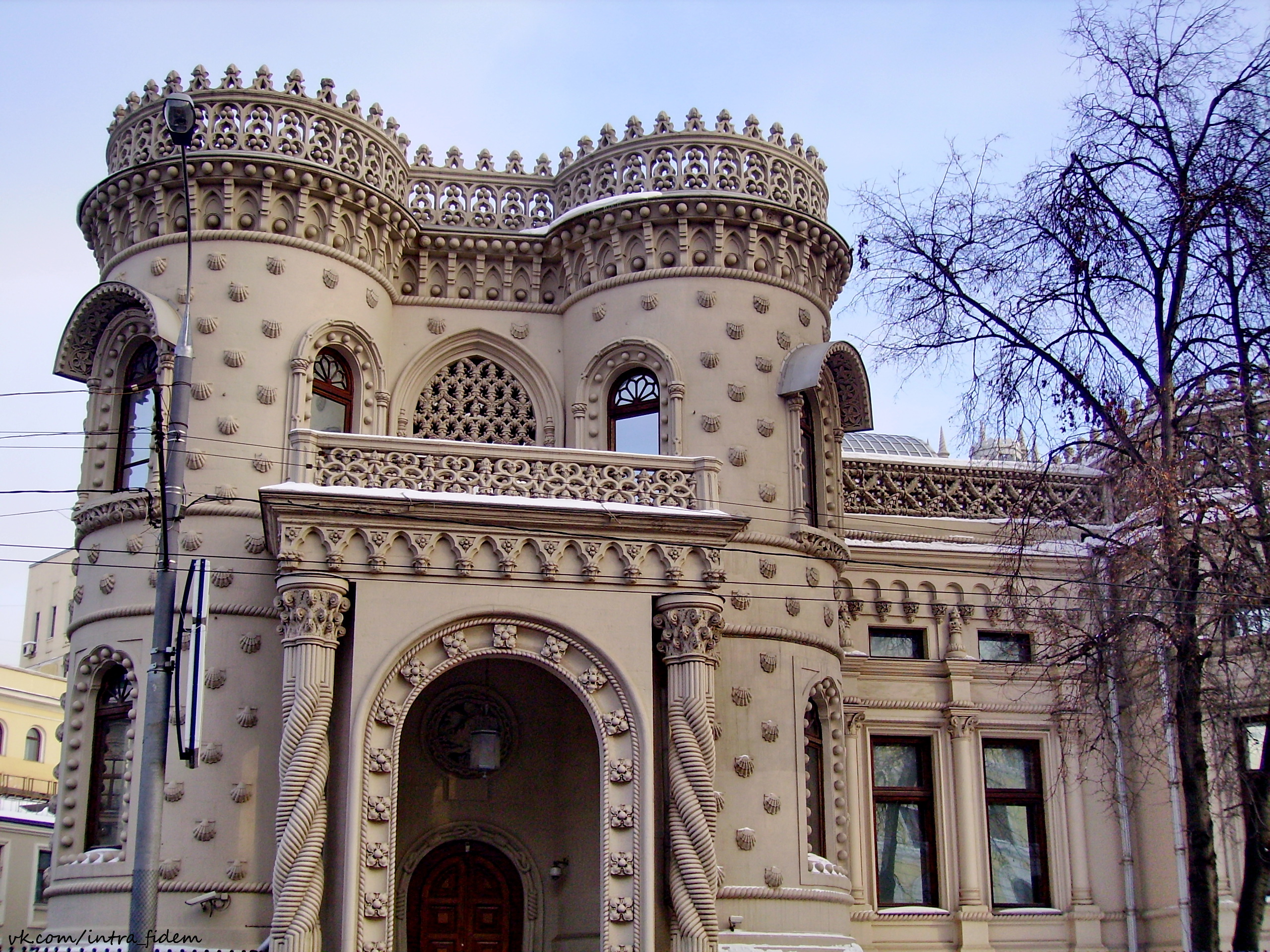
Вид со стороны Воздвиженки

## Современное состояние
В 1995 году по личной просьбе внука архитектора Ивана Андриановича Шапошникова скульптор Игорь Замедянский создал мемориальную доску в честь В.А. Мазырина. 
В 2003 году Управление делами Президента РФ начало переоснащение, реконструкцию и реставрацию здания. Дом приёмов Правительства Российской Федерации — таково нынешнее официальное название особняка — открылся в январе 2006 года и предназначался для проведения различных официальных мероприятий, связанных с председательством России в течение года в «Большой восьмёрке».
В ходе работ были восстановлены и отреставрированы уникальные интерьеры. Заказ на проведение интерьерных работ выиграла по тендеру московская фирма «Галерея Идей». В кратчайшие сроки по заказу фирмы зарубежные краснодеревщики изготовили необходимую мебель; многие предметы обстановки специалистам-реставраторам пришлось воссоздавать по образцам либо по стилистическому соответствию.
Особняк Арсения Морозова теперь используется для проведения встреч правительственных делегаций, дипломатических переговоров, конференций международных организаций.